# Национален съвет за финансова политика на Бразилия
Национален съвет за финансова политика (на португалски: Conselho Nacional de Política Fazendária – CONFAZ) e съвещателен колегиален орган на Министерството на финансите на Бразилия, чиято дейност е насочена към подпомагане на задълбочаването на фискалния федерализъм и данъчната хармонизация между отделните щати, Федералния окръг и федерацията.

## Правомощия
Националният съвет за финансова политика:
- предлага сключване на споразумения за предоставяне или отмяна на данъчни изключения, облекчения или привилегии, касаещи облагането на търговията със стоки и предоставяните междущатски и междуообщински транспортни и комуникационни услуги, съгласно чл. 155, II от Конституцията на страната, което става в съответствие с разпоредбите на параграф 2, XII, т. "g" на същия член и на разпоредбите на Допълнителен закон No. 24 от 7 януари 1975 г.
- предлага актове в изпълнение на данъчните прерогативи, предоставени на субектите на федерацията от разпоредбите на чл. 102 и чл. 199 от Данъчния кодекс на страната, както и по други въпроси от интерес на отделните щати и Федералния окръг;
- предлага мерки за опростяване и хармонизиране на законовите разпоредби;
- подпомага управлението на Националната интегрална система за данъчно-икономическа информация (SINIEF) за събиране, обработка и разпространение на информация, необходима за формулирането на правилни икономически и данъчни политики и за непрекъснато усъвършенстване на данъчната администрация;
- възлага изготвяне на проучвания, имащи за обект усъвършенстването на данъчната администрация и Националната данъчна система като механизми за социално-икономическо развитие, от гледна точка на взаимоотношенията между федералното и щатското данъчно облагане;
- да си взаимодейства с Националния монетарен съвет по въпросите, касаещи формулирането на политиката за управление на публичния дълг на щатите и Федералния окръг, с цел прилагане на съответното законодателство и ориентирането на щатските финансови институции.

## Състав и структура
В състава на CONFAZ влизат финансовите секретари на отделните щати, финансовият секретар на федералния окръг и министърът на финансите на Бразилия, който е председател на съвета, или посочен от него заместник.
CONFAZ провежда редовни заседания веднъж на всяко тримесечие от годината, като междувременно могат да бъдат провеждани извънредни заседания, които се свикват по инициатива на председателя или на една трета от членовете на Съвета. На заседанията задължително присъстват без право на глас представители на Главната финансова прокуратура и на Секретариата за федерални приходи.
Дейността на CONFAZ се подпомага от Изпълнителния секретариат и един тясно специализиран орган, носещ дългото име Постоянен технически комитет за данъчно облагане на търговията със стоки и предоставянето на междущатски и междуобщински транспортни услуги и комуникации (Comissão Técnica Permanente do Imposto sobre Operações Relativas à Circulação de Mercadorias e sobre Prestações de Serviços de Transporte Interestadual e Intermunicipal e de Comunicação – COTEPE/ICMS).
Докато Испълнителният секретариат на съвета е ангажиран с административното обслужване на дейсността на съвета, Постоянният комитет изпълнява широк кръг от дейности, насочени към предоставяне на специализирано мнение по всеки въпрос, дискутиран пред съвета. Освен това Съветът има право изрично да упълномощи Постоянния комитет да изпълнява определени негови задължения.